# Kakao Friends

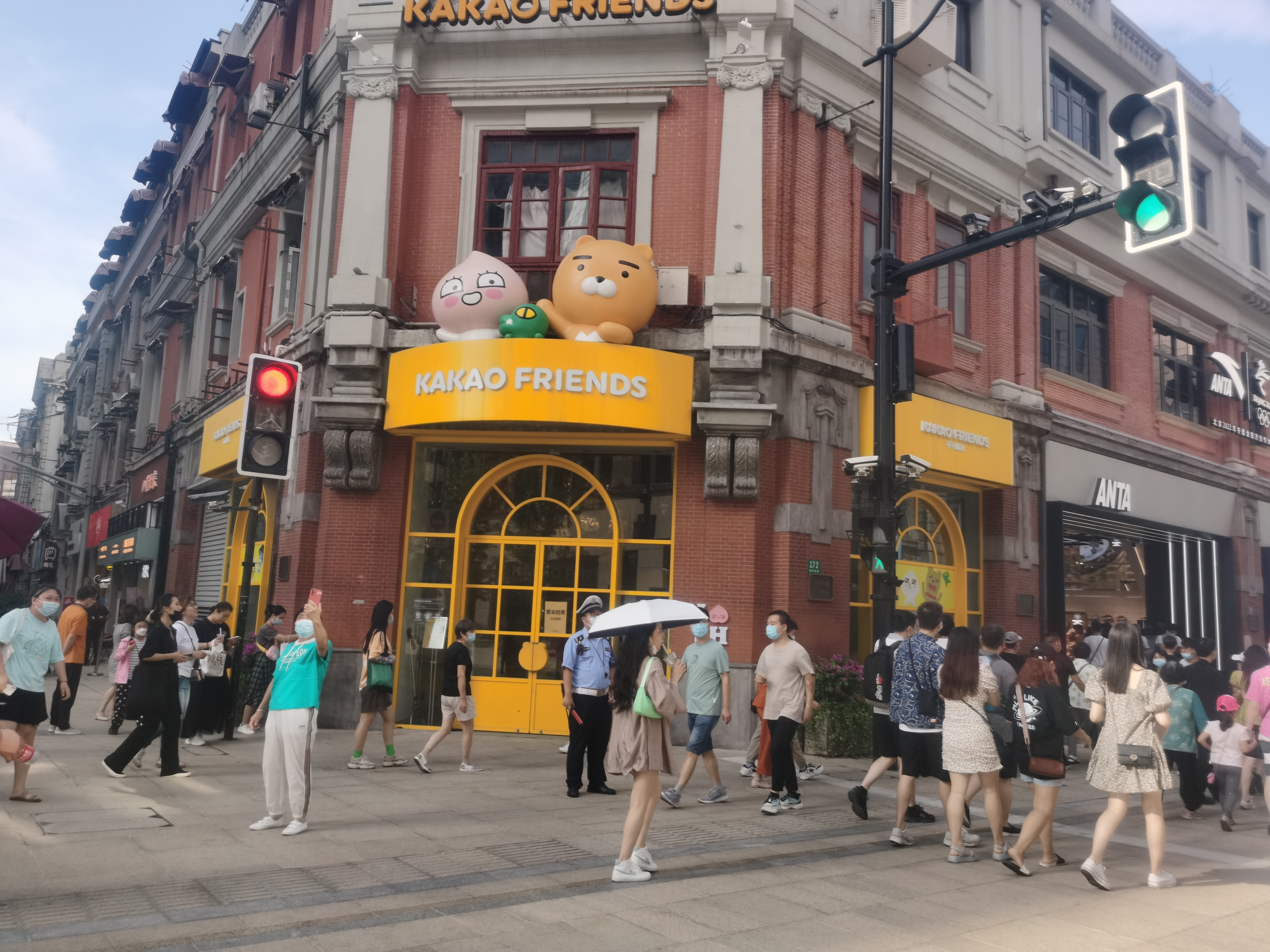
Kakao Friends在中国上海市南京路步行街慈昌里大楼开设的门店

“Kakao Friends”是韓國KakaoTalk emoticons的虛構人物，由Kakao於2012年11月發布並由其子公司Kakao Friends Corporation管理。該公司從事性格相關業務。
人物插畫家是 Kwon Soon-ho，他的筆名叫Hozo。 Kakao Friends已被用於各種產品和廣告中，並逐漸普及，成為韓國最受歡迎的角色。

## 人物
在想法會議於2012年7月左右開始約兩個月後，開發了Kakao Friends角色。Kakao Friends的相關經理說，他創建了這些角色是為了使稱為KakaoTalk的公眾通信服務變得輕鬆有趣。
所有角色介紹詳見 
|  | Muzi 穿着兔子外衣的Muzi                  | 充滿好奇心的淘氣寶寶Muzi的真實身分， 其實是穿著兔子外衣的醃蘿蔔！脫下兔子外衣就會讓他非常害羞。 |
|  | Con 真实身分不明的Con                    | 把醃黃蘿蔔養大變成Muzi的，則是真實身分成謎的鱷魚Con！ 他現在想要養桃子，所以到處尋找Apeach。 |
|  | Apeach 逃離了桃樹的惡童桃子              | 知道自己因為基因突變而雌雄同體，逃離了桃樹的惡童桃子Apeach！ 總是用性感的背影吸引人們，但個性很急很激進。 |
|  | Jay-G 非常思念地底故鄉的秘密探員，Jay-G! | 希望讓人感覺信念明確、冷靜睿智，但其實有點傻。 跟外表不同，深入了解會發現他很怕孤單、非常感性。 是嘻哈歌手Jay-Z狂粉。 |
|  | Frodo 住在都市裡的富家狗Frodo            | 住在都市裡的富家狗Frodo其實並不是純種狗，對此他感到非常自卑。 |
|  | Neo 喜歡裝模作樣的時尚明星Neo            | 愛裝模作樣的Neo是最自戀的貓。 喜歡購物的她，是最能代表這一區的時尚明星。 不過讓她能超有自信的短髮，其實是頂「假髮」的事情則是最大的秘密！ |
|  | Tube 膽小玻璃心的鴨子                    | 膽小玻璃心的鴨子，Tube。 感受到強烈的恐懼時，就會變身成為瘋狂鴨子。 因為腳很小而感到自卑，所以總是穿著大大的鴨腳鞋。 跟醜小鴨是遠親。 |
|  | Ryan 因為沒有鬃毛而感到自卑的雄獅        | 因為大塊頭和木訥的表情而經常被誤會， 其實卻像少女一樣比人都纖細、敏感，是個充滿反差魅力的角色！ 原本是非洲東東島的王位繼承者，因為嚮往自由的人生而逃離島上！ 目前擔任Kakao Friends最可靠的指導者。 尾巴要是太長的話就會被抓到，所以尾巴很短。 |
|  | Choonsik Ryan領養的小貓                  | Ryan在街上帶回家的流浪貓Choonsik懂得像人一樣用兩隻腳行走，而且不吃貓糧，罐頭和魚，反而喜歡吃蕃薯。 |